# Lijst van Nederlandse deelnemers aan de Olympische Zomerspelen van 2016
Deze lijst van Nederlandse deelnemers aan de Olympische Zomerspelen 2016 in Rio de Janeiro geeft een overzicht van de sporters die hebben deelgenomen aan de Spelen. Het totale aantal van 237 sporters (exclusief reserves).
| Olympiër                                  | Sport          | Onderdeel                                                                 | Ervaring  |
| ----------------------------------------- | -------------- | ------------------------------------------------------------------------- | --------- |
| Lois Abbingh                              | Handbal        | Handbalploeg (vrouwen)                                                    | debutant  |
| Chantal Achterberg                        | Roeien         | dubbel-vier                                                               | 2e spelen |
| Jacco Arends                              | Badminton      | gemenddubbelspel                                                          | debutant  |
| Naomi van As                              | Hockey         | Hockeyploeg (vrouwen)                                                     | 3e spelen |
| Seve van Ass                              | Hockey         | Hockeyploeg (mannen)                                                      | debutant  |
| Sander Baart                              | Hockey         | Hockeyploeg (mannen)                                                      | 2e spelen |
| Billy Bakker                              | Hockey         | Hockeyploeg (mannen)                                                      | 2e spelen |
| Maret Balkestein-Grothues                 | Volleybal      | Volleybalploeg (vrouwen)                                                  | debutant  |
| Annemiek Bekkering                        | Zeilen         | 49er FX                                                                   | debutant  |
| Claudia Belderbos                         | Roeien         | acht met stuurvrouw                                                       | 2e spelen |
| Yvon Beliën                               | Volleybal      | Volleybalploeg (vrouwen)                                                  | debutant  |
| Merle van Benthem                         | Wielersport    | BMX                                                                       | debutant  |
| Sjef van den Berg                         | Boogschieten   | recurve individueel recurve team                                          | debutant  |
| Kiki Bertens                              | Tennis         | enkelspel                                                                 | debutant  |
| Nicole Beukers                            | Roeien         | dubbel-vier                                                               | debutant  |
| Jessica Blaszka                           | Worstelen      | Vrije stijl, –48 kg                                                       | debutant  |
| Merel Blom met Rumour has It              | Paardensport   | Eventingteam Individueel                                                  | debutant  |
| Solomon Bockarie                          | Atletiek       | 100m 200m 4 x 100 meter estafette                                         | 2e spelen |
| Melissa Boekelman                         | Atletiek       | Kogelstoten                                                               | debutant  |
| Liemarvin Bonevacia                       | Atletiek       | 400m                                                                      | 2e spelen |
| Theo Bos                                  | Wielersport    | Keirin Sprint Teamsprint                                                  | 3e spelen |
| Willemijn Bos                             | Hockey         | Hockeyploeg (vrouwen)                                                     | debutant  |
| Carline Bouw                              | Roeien         | dubbel-vier                                                               | 2e spelen |
| Marit Bouwmeester                         | Zeilen         | Laser Radial                                                              | 2e spelen |
| Roel Braas                                | Roeien         | Twee-zonder                                                               | 2e spelen |
| Pieter Braun                              | Atletiek       | Tienkamp                                                                  | debutant  |
| Anna van der Breggen                      | Wielersport    | Individuele tijdrit Wegwedstrijd                                          | debutant  |
| Yvette Broch                              | Handbal        | Handbalploeg (vrouwen)                                                    | debutant  |
| Nadine Broersen                           | Atletiek       | Zevenkamp                                                                 | 2e spelen |
| Alexander Brouwer                         | Volleybal      | beach                                                                     | debutant  |
| Maarten Brzoskowski                       | Zwemmen        | 400m vrije slag 4x 200m vrije slag estafette                              | debutant  |
| Matthijs Büchli                           | Wielersport    | Keirin Teamsprint                                                         | debutant  |
| Anne Buijs                                | Volleybal      | Volleybalploeg (vrouwen)                                                  | debutant  |
| Joost van der Burg                        | Wielersport    | Ploegenachtervolging                                                      | debutant  |
| Giovanni Codrington                       | Atletiek       | 4 x 100 meter estafette                                                   | 2e spelen |
| Adelinde Cornelissen met Parzival         | Paardensport   | Dressuurteam Individueel                                                  | 2e spelen |
| Jorrit Croon                              | Hockey         | Hockeyploeg (mannen)                                                      | debutant  |
| Andrea Deelstra                           | Atletiek       | Marathon                                                                  | debutant  |
| Inge Dekker                               | Zwemmen        | 50m vrije slag 4x 100m vrije slag estafette                               | 4e spelen |
| Bart Deurloo                              | Gymnastiek     | meerkamp team                                                             | debutant  |
| Mitch Dielemans                           | Boogschieten   | recurve individueel recurve team                                          | debutant  |
| Ellen van Dijk                            | Wielersport    | Individuele tijdrit Wegwedstrijd                                          | 2e spelen |
| Laura Dijkema                             | Volleybal      | Volleybalploeg (vrouwen)                                                  | debutant  |
| Carlien Dirkse van den Heuvel             | Hockey         | Hockeyploeg (vrouwen)                                                     | 2e spelen |
| Wianka van Dorp                           | Roeien         | acht met stuurvrouw                                                       | debutant  |
| Dion Dreesens                             | Zwemmen        | 200m vrije slag 4x 200m vrije slag estafette                              | 2e spelen |
| Jeroen Dubbeldam met Zenith               | Paardensport   | Springenteam Individueel                                                  | 2e spelen |
| Annette Duetz                             | Zeilen         | 49er FX                                                                   | debutant  |
| Kelly Dulfer                              | Handbal        | Handbalploeg (vrouwen)                                                    | debutant  |
| Tom Dumoulin                              | Wielersport    | Individuele tijdrit Wegwedstrijd                                          | debutant  |
| Dex Elmont                                | Judo           | −73 kg                                                                    | 3e spelen |
| Anicka van Emden                          | Judo           | -63kg                                                                     | debutant  |
| Noël van 't End                           | Judo           | -90kg                                                                     | debutant  |
| Bjorn van den Ende                        | Roeien         | Lichte vier-zonder                                                        | debutant  |
| Britt Eerland                             | Tafeltennis    | team                                                                      | debutant  |
| Fabian Florant                            | Atletiek       | Hink-stap-springen                                                        | debutant  |
| Nouchka Fontijn                           | Boksen         | -75kg                                                                     | debutant  |
| Uschi Freitag                             | Schoonspringen | 3 meter plank                                                             | debutant  |
| Margot van Geffen                         | Hockey         | Hockeyploeg (vrouwen)                                                     | 2e spelen |
| Yuri van Gelder                           | Gymnastiek     | team                                                                      | debutant  |
| Céline van Gerner                         | Gymnastiek     | team                                                                      | 2e spelen |
| Edward Gal met Glock’s Voice              | Paardensport   | Dressuurteam Individueel                                                  | 2e spelen |
| Twan van Gendt                            | Wielersport    | BMX                                                                       | 2e spelen |
| Jort van Gennep                           | Roeien         | Lichte vier-zonder                                                        | debutant  |
| Sophie van Gestel                         | Volleybal      | beach                                                                     | 2e spelen |
| Lilian de Geus                            | Zeilen         | RS:X                                                                      | debutant  |
| Madiea Ghafoor                            | Atletiek       | 4 x 400 meter estafette                                                   | debutant  |
| Eva de Goede                              | Hockey         | Hockeyploeg (vrouwen)                                                     | 3e spelen |
| Jelle van Gorkom                          | Wielersport    | BMX                                                                       | 2e spelen |
| Michelle Goos                             | Handbal        | Handbalploeg (vrouwen)                                                    | debutant  |
| Henk Grol                                 | Judo           | −100 kg                                                                   | 3e spelen |
| Nycke Groot                               | Handbal        | Handbalploeg (vrouwen)                                                    | debutant  |
| Robin Haase                               | Tennis         | enkelspel herendubbelspel                                                 | 2e spelen |
| Sifan Hassan                              | Atletiek       | 800m 1500m                                                                | debutant  |
| Maaike Head                               | Roeien         | Lichte dubbel-twee                                                        | 2e spelen |
| Femke Heemskerk                           | Zwemmen        | 100m vrije slag 200m vrije slag 4x 100m vrije slag estafette              | 3e spelen |
| Tim Heijbrock                             | Roeien         | Lichte vier-zonder                                                        | 2e spelen |
| Laura van der Heijden                     | Handbal        | Handbalploeg (vrouwen)                                                    | debutant  |
| Kaj Hendriks                              | Roeien         | acht met stuurman                                                         | 2e spelen |
| Jeroen Hertzberger                        | Hockey         | Hockeyploeg (mannen)                                                      | 2e spelen |
| Nils van 't Hoenderdaal                   | Wielersport    | Teamsprint                                                                | debutant  |
| Rogier Hofman                             | Hockey         | Hockeyploeg (mannen)                                                      | 2e spelen |
| Ellen Hogerwerf                           | Roeien         | acht met stuurvrouw                                                       | debutant  |
| Jeffrey Hoogland                          | Wielersport    | Sprint Teamsprint                                                         | debutant  |
| Ellen Hoog                                | Hockey         | Hockeyploeg (vrouwen)                                                     | 3e spelen |
| Robert van der Horst                      | Hockey         | Hockeyploeg (mannen)                                                      | 3e spelen |
| Rudi van Houts                            | Wielersport    | Cross Country                                                             | 3e spelen |
| Marleen van Iersel                        | Volleybal      | beach                                                                     | 2e spelen |
| Jasmina Janković                          | Handbal        | Handbalploeg (vrouwen)                                                    | debutant  |
| Inge Janssen                              | Roeien         | dubbel-vier                                                               | 2e spelen |
| Tasa Jiya                                 | Atletiek       | 4 x 100 meter estafette                                                   | debutant  |
| Kelly Jonker                              | Hockey         | Hockeyploeg (vrouwen)                                                     | 2e spelen |
| Aletta Jorritsma                          | Roeien         | Twee-zonder                                                               | debutant  |
| Marloes Keetels                           | Hockey         | Hockeyploeg (vrouwen)                                                     | debutant  |
| Robbert Kemperman                         | Hockey         | Hockeyploeg (mannen)                                                      | 2e spelen |
| Niek Kimmann                              | Wielersport    | BMX                                                                       | debutant  |
| Rachel Klamer                             | Triatlon       | individueel                                                               | 2e spelen |
| Andrea Kneppers                           | Zwemmen        | 4x 200m vrije slag estafette                                              | debutant  |
| Coen de Koning                            | Zeilen         | Nacra 17                                                                  | debutant  |
| Maureen Koster                            | Atletiek       | 1500m 5000m                                                               | debutant  |
| Ranomi Kromowidjojo                       | Zwemmen        | 50m vrije slag 100m vrije slag 4x 100m vrije slag estafette               | 3e spelen |
| Robin de Kruijf                           | Volleybal      | Volleybalploeg (vrouwen)                                                  | debutant  |
| Steven Kruijswijk                         | Wielersport    | Wegwedstrijd                                                              | debutant  |
| Susan Kuijken                             | Atletiek       | 5000m 10.000m                                                             | debutant  |
| Afrodite Kyranakou                        | Zeilen         | 470                                                                       | debutant  |
| Enrico Lacruz                             | Boksen         | -60kg                                                                     | debutant  |
| Harold Langen                             | Roeien         | vier-zonder                                                               | debutant  |
| Monica Lanz                               | Roeien         | acht met stuurvrouw                                                       | debutant  |
| Laurien Leurink                           | Hockey         | Hockeyploeg (vrouwen)                                                     | debutant  |
| Nicky van Leuveren                        | Atletiek       | 4 x 400 meter estafette                                                   | debutant  |
| Li Jiao                                   | Tafeltennis    | enkelspel team                                                            | 3e spelen |
| Li Jie                                    | Tafeltennis    | enkelspel team                                                            | 3e spelen |
| Elis Ligtlee                              | Wielersport    | Keirin Sprint Teamsprint                                                  | debutant  |
| Tim Lips met Bayro                        | Paardensport   | Eventingteam Individueel                                                  | 3e spelen |
| Ailly Luciano                             | Handbal        | Handbalploeg (vrouwen)                                                    | debutant  |
| Robert Lücken                             | Roeien         | acht met stuurman                                                         | debutant  |
| Joost Luiten                              | Golf           | individueel                                                               | debutant  |
| Angela Malestein                          | Handbal        | Handbalploeg (vrouwen)                                                    | debutant  |
| Caia van Maasakker                        | Hockey         | Hockeyploeg (vrouwen)                                                     | 2e spelen |
| Kitty van Male                            | Hockey         | Hockeyploeg (vrouwen)                                                     | 2e spelen |
| Churandy Martina                          | Atletiek       | 100m 200m 4 x 100 meter estafette                                         | 4e spelen |
| Maud van der Meer                         | Zwemmen        | 4x 100m vrije slag estafette                                              | debutant  |
| Robert Meeuwsen                           | Volleybal      | beach                                                                     | debutant  |
| Madelein Meppelink                        | Volleybal      | beach                                                                     | 2e spelen |
| Roy Meyer                                 | Judo           | +100kg                                                                    | debutant  |
| Boaz Meylink                              | Roeien         | acht met stuurman                                                         | 2e spelen |
| Hans Peter Minderhoud met Glock’s Johnson | Paardensport   | Dressuurteam Individueel                                                  | 2e spelen |
| Bauke Mollema                             | Wielersport    | Wegwedstrijd                                                              | debutant  |
| Jeroen Mooren                             | Judo           | -60kg                                                                     | 2e spelen |
| Mandy Mulder                              | Zeilen         | Nacra 17                                                                  | 2e spelen |
| Peter Müllenberg                          | Boksen         | -81kg                                                                     | debutant  |
| Eefje Muskens                             | Badminton      | damesdubbelspel                                                           | debutant  |
| Alice Naber-Lozeman met Peter Parker      | Paardensport   | Eventingteam Individueel                                                  | debutant  |
| Abdi Nageeye                              | Atletiek       | Marathon                                                                  | debutant  |
| Robin Neumann                             | Zwemmen        | 200m vrije slag 4x 200m vrije slag estafette                              | debutant  |
| Ae-Ri Noort                               | Roeien         | acht met stuurvrouw                                                       | debutant  |
| Reinder Nummerdor                         | Volleybal      | beach                                                                     | 5e spelen |
| Reshmie Oogink                            | Taekwondo      | +67 kg                                                                    | debutant  |
| Sanne van Olphen                          | Handbal        | Handbalploeg (vrouwen)                                                    | debutant  |
| Hensley Paulina                           | Atletiek       | 4 x 100 meter estafette                                                   | debutant  |
| Ilse Paulis                               | Roeien         | Lichte dubbel-twee                                                        | debutant  |
| Maartje Paumen                            | Hockey         | Hockeyploeg (vrouwen)                                                     | 3e spelen |
| Joris Pijs                                | Roeien         | Lichte vier-zonder                                                        | debutant  |
| Selena Piek                               | Badminton      | damesdubbelspel gemenddubbelspel                                          | debutant  |
| Judith Pietersen                          | Volleybal      | Volleybalploeg (vrouwen)                                                  | debutant  |
| Celeste Plak                              | Volleybal      | Volleybalploeg (vrouwen)                                                  | debutant  |
| Femke Pluim                               | Atletiek       | Polsstokhoogspringen                                                      | debutant  |
| Wout Poels                                | Wielersport    | Wegwedstrijd                                                              | debutant  |
| Vera van Pol                              | Gymnastiek     | team                                                                      | debutant  |
| Kim Polling                               | Judo           | -70kg                                                                     | debutant  |
| Estavana Polman                           | Handbal        | Handbalploeg (vrouwen)                                                    | debutant  |
| Pieter-Jan Postma                         | Zeilen         | Finn                                                                      | 3e spelen |
| Mirco Pruyser                             | Hockey         | Hockeyploeg (mannen)                                                      | debutant  |
| Laurine van Riessen                       | Wielersport    | Keirin Sprint Teamsprint                                                  | 3e spelen |
| Frank Rijken                              | Gymnastiek     | team                                                                      | debutant  |
| Dorian van Rijsselberghe                  | Zeilen         | RS:X                                                                      | 2e spelen |
| Karien Robbers                            | Roeien         | Twee-zonder                                                               | debutant  |
| Boudewijn Röell                           | Roeien         | acht met stuurman                                                         | debutant  |
| Jean-Julien Rojer                         | Tennis         | herendubbelspel                                                           | 2e spelen |
| Olivia van Rooijen                        | Roeien         | acht met stuurvrouw                                                       | debutant  |
| Sharon van Rouwendaal                     | Zwemmen        | 400m vrije slag 10 km open water                                          | 2e spelen |
| Lies Rustenburg                           | Roeien         | acht met stuurvrouw                                                       | debutant  |
| Jamile Samuel                             | Atletiek       | 200m 4 x 100 meter estafette                                              | 2e spelen |
| Tessie Savelkouls                         | Judo           | +78kg                                                                     | debutant  |
| Rutger van Schaardenburg                  | Zeilen         | Laser                                                                     | 2e spelen |
| Tessa van Schagen                         | Atletiek       | 200m 4 x 100 meter estafette                                              | debutant  |
| Peter van Schie                           | Roeien         | vier-zonder                                                               | debutant  |
| Jan-Willem van Schip                      | Wielersport    | Ploegenachtervolging                                                      | debutant  |
| Dafne Schippers                           | Atletiek       | 100m 200m 4 x 100 meter estafette                                         | 2e spelen |
| Myrthe Schoot                             | Volleybal      | Volleybalploeg (vrouwen)                                                  | debutant  |
| Glenn Schuurman                           | Hockey         | Hockeyploeg (mannen)                                                      | debutant  |
| Ben Schwietert                            | Zwemmen        | 4x 200m vrije slag estafette                                              | debutant  |
| Naomi Sedney                              | Atletiek       | 4 x 100 meter estafette                                                   | debutant  |
| Olivier Siegelaar                         | Roeien         | acht met stuurman                                                         | 3e spelen |
| Eelco Sintnicolaas                        | Atletiek       | Tienkamp                                                                  | 2e spelen |
| Lonneke Sloetjes                          | Volleybal      | Volleybalploeg (vrouwen)                                                  | debutant  |
| Martine Smeets                            | Handbal        | Handbalploeg (vrouwen)                                                    | debutant  |
| Danick Snelder                            | Handbal        | Handbalploeg (vrouwen)                                                    | debutant  |
| Harrie Smolders met Emerald               | Paardensport   | Springenteam Individueel                                                  | debutant  |
| Laura Smulders                            | Wielersport    | BMX                                                                       | 2e spelen |
| Sophie Souwer                             | Roeien         | acht met stuurvrouw                                                       | debutant  |
| Joyce Sombroek                            | Hockey         | Hockeyploeg (vrouwen)                                                     | 2e spelen |
| Diederik van Silfhout met Arlando         | Paardensport   | Dressuurteam Individueel                                                  | debutant  |
| Debby Stam                                | Volleybal      | Volleybalploeg (vrouwen)                                                  | debutant  |
| Marrit Steenbergen                        | Zwemmen        | 200m wisselslag 4x 100m vrije slag estafette 4x 200m vrije slag estafette | debutant  |
| Quinta Steenbergen                        | Volleybal      | Volleybalploeg (vrouwen)                                                  | debutant  |
| Mitchel Steenman                          | Roeien         | Twee-zonder                                                               | 3e spelen |
| Jaap Stockmann                            | Hockey         | Hockeyploeg (mannen)                                                      | 2e spelen |
| Kyle Stolk                                | Zwemmen        | 4x 200m vrije slag estafette                                              | debutant  |
| Femke Stoltenborg                         | Volleybal      | Volleybalploeg (vrouwen)                                                  | debutant  |
| Wim Stroetinga                            | Wielersport    | Ploegenachtervolging                                                      | 3e spelen |
| Anne Terpstra                             | Wielersport    | Cross Country                                                             | debutant  |
| Eythora Thorsdottir                       | Gymnastiek     | meerkamp team                                                             | debutant  |
| Kira Toussaint                            | Zwemmen        | 100m rugslag                                                              | debutant  |
| Hidde Turkstra                            | Hockey         | Hockeyploeg (mannen)                                                      | debutant  |
| Dirk Uittenbogaard                        | Roeien         | acht met stuurman                                                         | debutant  |
| Christiaan Varenhorst                     | Volleybal      | beach                                                                     | debutant  |
| Jip Vastenburg                            | Atletiek       | 10.000m                                                                   | debutant  |
| Anneloes van Veen                         | Zeilen         | 470                                                                       | debutant  |
| José van Veen                             | Roeien         | acht met stuurvrouw                                                       | debutant  |
| Rick van der Ven                          | Boogschieten   | recurve individueel recurve team                                          | 2e spelen |
| Theo van de Vendel met Zindane            | Paardensport   | Eventingteam Individueel                                                  | debutant  |
| Sanne Verhagen                            | Judo           | -57kg                                                                     | debutant  |
| Joeri Verlinden                           | Zwemmen        | 100m vlinderslag                                                          | 2e spelen |
| Sebastiaan Verschuren                     | Zwemmen        | 100m vrije slag 200m vrije slag 4x 200m vrije slag estafette              | 2e spelen |
| Tim Veldt                                 | Wielersport    | Omnium Ploegenachtervolging                                               | 3e spelen |
| Marhinde Verkerk                          | Judo           | -78kg                                                                     | 2e spelen |
| Valentin Verga                            | Hockey         | Hockeyploeg (mannen)                                                      | 2e spelen |
| Esmee Vermeulen                           | Zwemmen        | 4x 200m vrije slag estafette                                              | debutant  |
| Maria Verschoor                           | Hockey         | Hockeyploeg (vrouwen)                                                     | debutant  |
| Mechiel Versluis                          | Roeien         | acht met stuurman                                                         | 2e spelen |
| Bas Verwijlen                             | Schermen       | Degen                                                                     | 3e spelen |
| Anouk Vetter                              | Atletiek       | Zevenkamp                                                                 | 2e spelen |
| Govert Viergever                          | Roeien         | vier-zonder                                                               | debutant  |
| Nadine Visser                             | Atletiek       | 100 meter horden Zevenkamp                                                | debutant  |
| Annemiek van Vleuten                      | Wielersport    | Wegwedstrijd                                                              | 2e spelen |
| Maikel van der Vleuten met Verdi          | Paardensport   | Springenteam Individueel                                                  | 2e spelen |
| Jantine van der Vlist                     | Volleybal      | beach                                                                     | debutant  |
| Jur Vrieling met Zirocco Blue             | Paardensport   | Springenteam Individueel                                                  | 2e spelen |
| Bob de Voogd                              | Hockey         | Hockeyploeg (mannen)                                                      | 2e spelen |
| Marianne Vos                              | Wielersport    | Wegwedstrijd                                                              | 3e spelen |
| Xan de Waard                              | Hockey         | Hockeyploeg (vrouwen)                                                     | debutant  |
| Jeffrey Wammes                            | Gymnastiek     | team                                                                      | debutant  |
| Vincent van der Want                      | Roeien         | vier-zonder                                                               | debutant  |
| Mink van der Weerden                      | Hockey         | Hockeyploeg (mannen)                                                      | 2e spelen |
| Ferry Weertman                            | Zwemmen        | 10 km open water                                                          | debutant  |
| Lidewij Welten                            | Hockey         | Hockeyploeg (vrouwen)                                                     | 3e spelen |
| Tess Wester                               | Handbal        | Handbalploeg (vrouwen)                                                    | debutant  |
| Lieke Wevers                              | Gymnastiek     | meerkamp team                                                             | debutant  |
| Sanne Wevers                              | Gymnastiek     | Evenwichtsbalk team                                                       | debutant  |
| Peter Wiersum                             | Roeien         | acht met stuurman                                                         | 2e spelen |
| Tone Wieten                               | Roeien         | acht met stuurman                                                         | debutant  |
| Sander de Wijn                            | Hockey         | Hockeyploeg (mannen)                                                      | 2e spelen |
| Kirsten Wild                              | Wielersport    | Omnium                                                                    | 2e spelen |
| Frank de Wit                              | Judo           | -81kg                                                                     | debutant  |
| Laura de Witte                            | Atletiek       | 4 x 400 meter estafette                                                   | debutant  |
| Lisanne de Witte                          | Atletiek       | 4 x 400 meter estafette                                                   | debutant  |
| Epke Zonderland                           | Gymnastiek     | Rekstok team                                                              | 3e spelen |